# Atenàgores d'Atenes

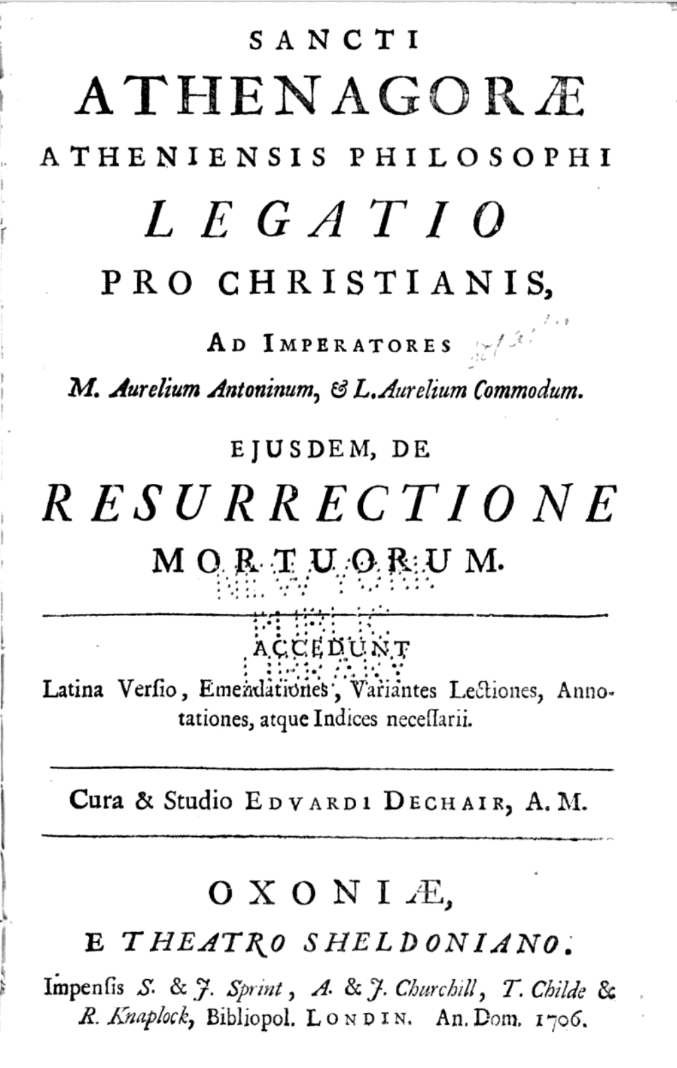
Portada de l'obra de l'autor.

Atenàgores d'Atenes (en llatí Athenagoras, en grec antic Ἀθηναγόρας ὁ Ἀθηναῖος) va ser un filòsof i apologista grec del segle ii originari d'Atenes i convertit al cristianisme.
Les poques dades biògrafes provenen de Filip de Side, únic autor que en parla. Diu que va ser mestre de l'escola de catequesi d'Alexandria, i floria a l'època dels emperadors Hadrià i Antoní Pius, als quals segons Sidetes va dirigir la seva apologia en favor dels cristians. En realitat va dirigir aquesta apologia als emperadors Marc Aureli i Còmmode. Filip de Side diu que abans que ho fes el filòsof Cels, volia escriure contra els cristians, però estudiant les Escriptures per documentar-se, es va convertir a la fe que volia combatre. Filip de Side diu també que Climent d'Alexandria hauria estat deixeble seu, cosa improbable. L'autoritat de Filip de Side ja va ser posada en dubte en el seu temps.
De les seves obres se sap que va ser autor d'una apologia, una intercessió en favor dels cristians i d'un tractat on defensava la resurrecció dels morts. Les dues obres estaven escrites en un grec àtic molt pur.